# Tolvajtempó
A Tolvajtempó (eredeti cím: Gone in Sixty Seconds) 2000-ben bemutatott amerikai akció-thriller. Dominic Sena rendezte, a főszereplő Nicolas Cage, aki Memphis Raint, egy autótolvajt alakít. A gyártó a Touchstone Pictures, a zenét Trevor Rabin szerezte.
2000. június 9-én mutatták be az Amerikai Egyesült Államokban. Magyarországon ugyanebben az évben, augusztus 17-én került mozikba, az Intercom forgalmazásában. 

## Cselekmény
Memphis (Nicolas Cage) az autótolvajlás mestere, és mindenre képes, ha erről van szó. Ám egyetlen éjszaka alatt ötven luxusautót kellene lenyúlnia, amiket természetesen kiválóan védenek. Még Memphis sem gondolja, hogy ez könnyen sikerülhet, de mivel a maffia az öccse megölésével fenyegeti, kénytelen elvállalni a feladatot. Összeszed egy elszánt csapatot és nekikezdenek a végrehajtásnak, ami nem megy simán.

## Szereplők
| Szerep                    | Színész               | Magyar hang         |
| ------------------------- | --------------------- | ------------------- |
| Memphis Raines            | Nicolas Cage          | Józsa Imre          |
| Kip Raines                | Giovanni Ribisi       | Kálloy Molnár Péter |
| Sara Sway Wayland         | Angelina Jolie        | Tóth Ildikó         |
| Mirror Man                | TJ Cross              | Csőre Gábor         |
| Toby                      | Wiliam Lee Scott      | Takátsy Péter       |
| Tumbler                   | Scott Caan            | Barabás Kiss Zoltán |
| Freb                      | James Duval           | Welker Gábor        |
| Atley Jackson             | Will Patton           | Epres Attila        |
| Roland Castlebeck nyomozó | Delroy Lindo          | Vass Gábor          |
| Drycoff nyomozó           | Timothy Olyphant      | Viczián Ottó        |
| Donny Astricky            | Chi McBride           | Csuja Imre          |
| Otto Halliwell            | Robert Duvall         | Bács Ferenc         |
| Raymond Calitri           | Christopher Eccleston | Lippai László       |
| Junie                     | Frances Fisher        | Fabó Györgyi        |

## A magyar változat
A magyar változat munkatársai:
- Magyar szöveg: Patarica Eszter
- Vágó: Simkó Ferenc
- Gyártásvezető: Gelencsér Adrienne
- Szinkronrendező: Lakos Éva

A magyar változatot a Mafilm Audio Kft. készítette.